# Boris Grigorjewitsch Jakemenko
Boris Grigorjewitsch Jakemenko (russisch Борис Григорьевич Якеменко; * 12. August 1966 in Ljuberzy) ist ein russischer Politiker und Mitglied der Gesellschaftlichen Kammer Russlands. Er war einer der Chefideologen der russischen regierungstreuen Bewegung Naschi, im Rahmen welcher er im Jahr 2007 ein orthodoxes Projekt gründete. Er gab bekannt, als Präsidentschaftskandidat für die Wahlen im Jahr 2018 anzutreten.

## Karriere
Jakemenko hat eine Ausbildung als Historiker, und doziert an der Abteilung für Russische Geschichte der Russischen Universität der Völkerfreundschaft in Moskau. Mitglied der Gesellschaftlichen Kammer ist Jakemenko seit 2007. Er leitet dort den orthodoxen Block, während sein Bruder Wassili Jakemenko, vormals Anführer der Jugendbewegung, nun seit 2007 Leiter des staatlichen Komitees für Jugendangelegenheiten ist.

## Zitate
Während des Aufstandes in Libyen im Winter 2011 äußerte sich Jakemenko offen zugunsten des Regimes von Ghaddafi: „Der Anführer Libyens, Oberst Ghaddafi, hat der ganzen Welt gezeigt, wie man mit (erg. von den USA unterstützten) Provokateuren umgehen muss, die den Umsturz, Destabilisierung und den Bürgerkrieg anstreben. Er hat begonnen, sie zu vernichten. Mit Raketen, und allem, was sich zu seiner Verfügung befindet. Und das ist der einzig richtige Weg, um die Anwendung der amerikanischen ‚Revolutions‘technologien zu stoppen. [...] Ein Prachtkerl, dieser Oberst Ghaddafi. Alle sollten so handeln.“